# Ben Lomond Mountain AVA
Ben Lomond Mountain AVA (anerkannt seit dem 9. Dezember 1987) ist ein Weinbaugebiet im US-Bundesstaat Kalifornien und ist Teil der überregionalen Santa Cruz Mountains AVA und Central Coast AVA. Das Gebiet liegt in der westlichen Region der Santa Cruz Mountains und erstreckt sich innerhalb der Verwaltungseinheit Santa Cruz County, die Teil der San Francisco Bay Area ist.
In den 1860er Jahren wurden erste Rebanpflanzungen vorgenommen. Das Weinbaugebiet liegt auf einer Höhe von fast 800 m ü. NN und profitiert daher nicht mehr von den kühlenden Nebeln des Pazifischen Ozeans. Der Weinbau gestaltet sich nicht einfach: in der Vergangenheit wurden die Rebflächen mehrfach Opfer der Rebkrankheit Pierce Disease. Außerdem fügen Vögel und Wild den Rebbeständen immer wieder erheblichen Schaden zu. Bislang ist Beauregard Vineyards das einzige Weingut, das unter der Herkunftsbezeichnung Ben Lomond Mountain AVA arbeitet.